# 穂高平小屋
穂高平小屋（ほたかたいらごや）は、岐阜県高山市の新穂高温泉から蒲田川支流の右俣谷に沿った林道の脇にある山小屋。シーズン中以外は管理人がいないが、避難小屋として開放されるため、穂高平避難小屋（ほたかたいらひなんごや）とも呼ばれる。以前は予約なしの客にも食事の提供もされていたが、2006年から原則素泊まりとなった。しかし、今でも予約をすれば日によっては食事提供も可能である。穂高岳、槍ヶ岳へ登山ルート上にある。

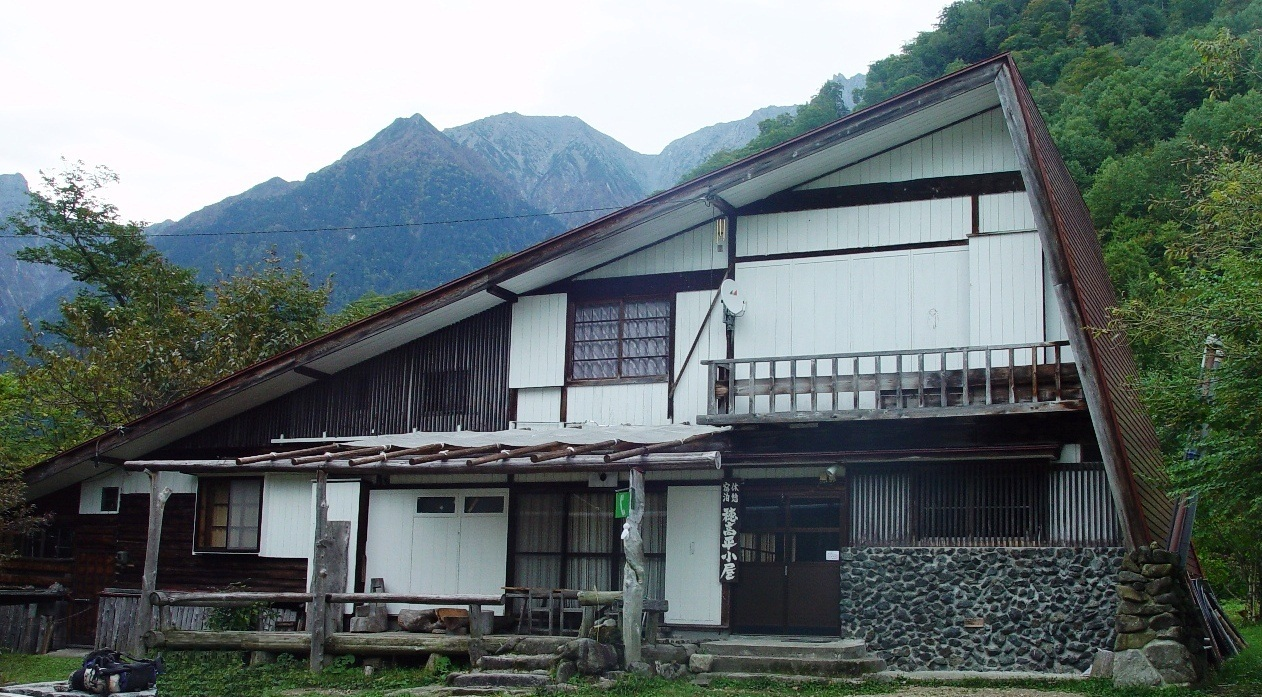
穂高平小屋

## 小屋のデータ
※2005年6月現在
- 定員 - 30名
- 営業期間 - 7月中旬～10月下旬（7月下旬～8月末は毎日営業、それ以外は土日のみ）、5月連休中、年末年始
- 宿泊料金 - 1泊2食つき 7400円、素泊まり 3700円
- 水場あり

## 周辺の山小屋
- 穂高岳山荘
- 槍平小屋
- 白出小屋
- 滝谷避難小屋

## 周辺の山
- 穂高岳
- 槍ヶ岳
- 南岳
- 奥丸山